# Waldhof (Luksemburg)
Waldhof (lb. Waldhaff) – mała miejscowość (lieu-dit) w środkowym Luksemburgu, w kantonie Luksemburg, w gminie Niederanven. Do 3 października 2015 miejscowość leżała w dystrykcie Luksemburg. Liczy dwóch mieszkańców (1 stycznia 2023). 